# 구이도발도 2세 델라 로베레
구이도발도 2세 델라 로베레(이탈리아어: Guidobaldo II della Rovere, 1514년 4월 2일 - 1574년 9월 28일)는 1538년부터 사망하는 1574년까지 아버지 프란체스코 마리아 1세 델라 로베레에게 우르비노 공작직을 계승받은 이탈리아의 콘도티에로이다. 그는 델라 로베레 가문 출신이였다. 예술계의 중요한 후원자였고, 특히 티치아노가 그러하였으며, 우르비노의 티치아노 제작 의뢰를 하기도 하였다.

## 생애
구이도발도 2세는 프란체스코 마리아 1세 델라 로베레와 엘레오노라 곤차가의 사이에서 태어났다. 그는 카메리노의 군주의 딸인 줄리아 다 바라노와 혼인하였지만 부부 사이에 자식은 없었다. 그의 아버지가 암살당하자, 1538년에 우르비노 공작이 되었다.
1546년 그는 그의 아버지가 이탈리아 전쟁 동안 용맹한 사령관이였기에 베네치아 공화국에게서 군대 지휘관직(Governatore)을 받았다. 줄리아 다 바라노가 사망한 후(1547), 파르마 공작 피에르 루이지 파르네세와 로도비코 오르시니(Lodovico Orsini) 그리고 그의 아내이자 사촌인 줄리아 콘티 사이에서 태어난 딸 제롤라마 오르시니의 딸인 비토리아 파르네세와 1548년에 재혼했다. 이후에 그는 파노의 교황령 총동이 됐고, 또한 교황령 군대의 총사령관인 교회군 총사령관직을 수여받기도 했다.
1559년 그는 베르나르도 산세베리노(구이도발도 2세의 사위)을 돕기 위해, 스페인의 군주에게서 고용되어 오스만 튀르크를 상대로 전쟁을 치루기도 했다.
1573년 1월 1일, 막대한 세금으로 인해 우르비노에서 구이도발도 2세를 상대로 반란이 일어났다. 그는 반란을 철저하게 진압하였다.
페라라와 페사로를 여행한 뒤에 병에 걸린 그는 1574년에 사망하였다. 그의 아들 프란체스코 마리아 2세 델라 로베레가 우르비노 공작직을 계승하였다.

## 참고
- Bicchierai (1854). 《Lettere d'illustri capitani mai stampate》. Florence.
- Litta, P. (1834). 《Famiglie celebri italiane》. Milan.

| 전임 프란체스코 마리아 1세 델라 로베레 | 우르비노 공작 1538년 - 1574년 | 후임 프란체스코 마리아 2세 델라 로베레 |